# Michel Kervaire
Michel André Kervaire (Częstochowa, 26 april 1927 - Genève, 19 november 2007) was een Zwitsers wiskundige, die belangrijke bijdragen leverde aan de topologie en de abstracte algebra. 
Hij was de zoon van de Franse industrieel André Kervaire en volgde de middelbare school in Frankrijk. Van 1947 tot 1952 studeerde hij aan de Eidgenössischen Technischen Hochschule Zürich, waar hij in 1955 met de dissertatie Courbure intégrale généralisée et homotopie bij Heinz Hopf promoveerde. Van 1959 tot 1971 was hij hoogleraar aan het Courant Institute of Mathematical Sciences aan de Universiteit van New York en vervolgens tot aan zijn emeritaat in 1997 aan de Universiteit van Genève.
Hij was de eerste die het bestaan van topologische n-variëteiten zonder differentieerbare structuur aantoonde (met behulp van de Kervaire-invariant), en samen met John Milnor berekende hij het aantal exotische sferen in dimensies groter dan vier. Hij is ook bekend voor zijn fundamentele bijdragen aan de hoog-dimensionale knopentheorie. De oplossing van de Kervaire-invariantieprobleem werd in april 2009 aangekondigd door Michael J. Hopkins in Edinburgh.